# Qingzhou
För andra betydelser, se Qingzhou (olika betydelser).
Qingzhou, tidigare romaniserat Tsingchow, är en stad på häradsnivå som lyder under Weifangs stad på prefekturnivå i Shandong-provinsen i norra Kina. Den ligger omkring 130 kilometer öster om provinshuvudstaden Jinan.

## Källa
1. ↑  ”worldpostmarks.net”. Arkiverad från originalet den 2 januari 2015. https://web.archive.org/web/20150102101710/http://worldpostmarks.net/HTML%20Countries/china.htm. Läst 21 november 2014.